# Liga Sudamericana de Clubes 2013
La Liga Sudamericana de Clubes 2013, fue la decimoctava edición del segundo torneo más importante de básquetbol a nivel de clubes en Sudamérica organizado por la ABASU. El torneo fue disputado con la participación de equipos provenientes de nueve países: Argentina, Bolivia, Brasil, Colombia, Chile, Ecuador Perú, Uruguay y Venezuela.

## Equipos participantes
| País              | Equipo                                                   | Vía de clasificación |
| ----------------- | -------------------------------------------------------- | --- |
| Argentina 3 cupos | Peñarol de Mar del Plata Boca Juniors Argentino de Junín | 3.º en la Liga Nacional de Básquet 2012/13 4.º en la Liga Nacional de Básquet 2012/13 5.º en la Liga Nacional de Básquet 2012/13 |
| Bolivia 1 cupo    | Club Atlético Nacional CAN                               | Campeón de la Liga Superior del Básquetbol Boliviano 2012                                                                        |
| Brasil 3 cupos    | São José Basketball Bauru Brasília                       | 3° en la Liga Nacional de Basquete 4° en la Liga Nacional de Basquete 5.º en la Liga Nacional de Basquete                        |
| Chile 1 cupo      | Universidad de Concepción                                | Campeón de la Dimayor 2012 |
| Colombia 1 cupo   | Búcaros de Santander                                     | Campeón de la Copa Invitacional FCB 2012                                                                                         |
| Ecuador 2 cupos   | Importadora Alvarado CKT de Ambato                       | Campeón de la Liga Ecuatoriana de Baloncesto 2012 Campeón de la Liga Ecuatoriana de Baloncesto 2013                              |
| Perú 1 cupo       | Club El Bosque                                           | Campeón de la Liga Nacional de Baloncesto del Perú                                                                               |
| Uruguay 2 cupos   | Aguada Defensor Sporting                                 | Campeón de la Liga Uruguaya de Básquetbol 2012/13 Subcampeón de la Liga Uruguaya de Básquetbol 2012/13                           |
| Venezuela 2 cupos | Guácharos de Monagas Caquetíos de Falcón                 | Subampeón de la Liga Nacional de Baloncesto de Venezuela 2012 Invitado                                                           |

## Modo de disputa
El torneo está dividido en tres etapas; la ronda preliminar, las semifinales y el final four.
Ronda preliminarLos dieciséis participantes se dividen en cuatro grupos con cuatro sedes, una por grupo, donde disputan partidos dentro de cada grupo. A fin de puntuar, cada equipo recibe 2 puntos por victoria y uno por derrota. Los dos primeros de cada grupo avanzan a las semifinales, mientras que los demás dejan de participar.
SemifinalesLos ocho equipos clasificados se dividen en dos grupos con dos sedes, una por grupo, donde disputan partidos dentro de cada grupo. A fin de puntuar, cada equipo recibe 2 puntos por victoria y uno por derrota. Los dos primeros de cada grupo avanzan al Final four, mientras que los demás dejan de participar.
Final FourLos cuatro clasificados se enfrentan de manera tal que el primero de una semifinal juegue contra el segundo de la otra, en una sede licitada entre los participantes. Los ganadores de sus respectivos enfrentamientos clasifican a la final, mientras que los perdedores al partido por el tercer puesto.
En esta edición, el campeón clasifica automáticamente a la Liga de las Américas 2014.

## Ronda preliminar
La fase de grupos comenzó a disputarse el 1 de octubre y concluyó el 24 de octubre. 

### Grupo A - Sede: Brasilia, Brasil
| Pos. | Equipo       | Pts | PJ | PG | PP | PF  | PC  | Dif  |
| ---- | ------------ | --- | -- | -- | -- | --- | --- | ---- |
| 1.   | Brasília     | 6   | 3  | 3  | 0  | 310 | 202 | +108 |
| 2.   | Boca Juniors | 5   | 3  | 2  | 1  | 266 | 196 | +70  |
| 3.   | CKT          | 4   | 3  | 1  | 2  | 298 | 267 | +31  |
| 4.   | CAN Oruro    | 3   | 3  | 0  | 3  | 207 | 416 | -209 |

|  | Clasificado a la siguiente fase del torneo. |

Los horarios corresponde al huso horario de Brasilia, UTC -3.
| 1 de octubre, 17:45                                           | CKT                                                           | 74 - 80                                                       | Boca Juniors                     |  |
| Reporte                                                       |                                                               |                                                               |                                  |  |
| Parciales: 27 - 21, 15 - 28, 11 - 18, 21 - 13; TE: a Zamora 4 | Parciales: 27 - 21, 15 - 28, 11 - 18, 21 - 13; TE: a Zamora 4 | Parciales: 27 - 21, 15 - 28, 11 - 18, 21 - 13; TE: a Zamora 4 | Gimnasio ASCEB, Brasilia, Brasil |  |
| Reynaldo García Zamora 25                                     | Pts                                                           | 24 Robert Clark Battle                                        | Gimnasio ASCEB, Brasilia, Brasil |  |
| Ramel Kinte Allen 11                                          | Rebs                                                          | 12 Robert Clark Battle                                        | Gimnasio ASCEB, Brasilia, Brasil |  |
| Reynaldo Garcí                                                | Asists                                                        | 6 Luis Eduardo Cequeira                                       | Gimnasio ASCEB, Brasilia, Brasil |  |

| 1 de octubre, 20:00                           | Brasília                                      | 146 - 62                                      | CAN                              |  |
| Reporte                                       |                                               |                                               |                                  |  |
| Parciales: 39 - 20, 44 - 16, 29 - 12, 34 - 14 | Parciales: 39 - 20, 44 - 16, 29 - 12, 34 - 14 | Parciales: 39 - 20, 44 - 16, 29 - 12, 34 - 14 | Gimnasio ASCEB, Brasilia, Brasil |  |
| Alex Ribeiro Garcia 25                        | Pts                                           | 26 Antonio Kurtis Hester                      | Gimnasio ASCEB, Brasilia, Brasil |  |
| Alex Ribeiro Garcia 8                         | Rebs                                          | 6 Antonio Kurtis Hester                       | Gimnasio ASCEB, Brasilia, Brasil |  |
| Wellington Reginaldo dos Santos 12            | Asists                                        | 2 Francisco Rasio                             | Gimnasio ASCEB, Brasilia, Brasil |  |

| 2 de octubre, 17:45                          | CAN                                          | 53 - 125                                     | Boca Juniors                     |  |
| Reporte                                      |                                              |                                              |                                  |  |
| Parciales: 12 - 27, 18 - 33, 7 - 29, 16 - 36 | Parciales: 12 - 27, 18 - 33, 7 - 29, 16 - 36 | Parciales: 12 - 27, 18 - 33, 7 - 29, 16 - 36 | Gimnasio ASCEB, Brasilia, Brasil |  |
| Ashley Timothy Parham 22                     | Pts                                          | 24 John Franklin De Groat Sr.                | Gimnasio ASCEB, Brasilia, Brasil |  |
| Ashley Timothy Parham 11                     | Rebs                                         | 10 John Franklin De Groat Sr.                | Gimnasio ASCEB, Brasilia, Brasil |  |
| Antonio Kurtis Hester 3                      | Asists                                       | 7 Patricio Prato                             | Gimnasio ASCEB, Brasilia, Brasil |  |

| 2 de octubre, 20:00                          | CKT                                          | 79 - 95                                      | Brasília                         |  |
| Reporte                                      |                                              |                                              |                                  |  |
| Parciales: 7 - 30, 10 - 20, 30 - 17, 32 - 28 | Parciales: 7 - 30, 10 - 20, 30 - 17, 32 - 28 | Parciales: 7 - 30, 10 - 20, 30 - 17, 32 - 28 | Gimnasio ASCEB, Brasilia, Brasil |  |
| Marvin Esteban Cairo Vives 19                | Pts                                          | 27 Alex Ribeiro Garcia                       | Gimnasio ASCEB, Brasilia, Brasil |  |
| Ramel Kinte Allen 10                         | Rebs                                         | 12 Guilherme Giovannoni                      | Gimnasio ASCEB, Brasilia, Brasil |  |
| Reynaldo Garcia Zamora 2                     | Asists                                       | 8 Wellington Reginaldo dos Santos            | Gimnasio ASCEB, Brasilia, Brasil |  |

| 3 de octubre, 17:45                           | CKT                                           | 145 - 92                                      | CAN                              |  |
| Reporte                                       |                                               |                                               |                                  |  |
| Parciales: 40 - 20, 43 - 15, 39 - 30, 23 - 27 | Parciales: 40 - 20, 43 - 15, 39 - 30, 23 - 27 | Parciales: 40 - 20, 43 - 15, 39 - 30, 23 - 27 | Gimnasio ASCEB, Brasilia, Brasil |  |
| Reynaldo Garcia Zamora 41                     | Pts                                           | 35 Antonio Kurtis Hester                      | Gimnasio ASCEB, Brasilia, Brasil |  |
| Ramel Kinte Allen 11                          | Rebs                                          | 15 Ashley Timothy Parham                      | Gimnasio ASCEB, Brasilia, Brasil |  |
| Reynaldo Garcia Zamora 5                      | Asists                                        | 2 Nelson Edgar Fernández Oquendo              | Gimnasio ASCEB, Brasilia, Brasil |  |

| 3 de octubre, 20:00                           | Brasília                                      | 69 - 61                                       | Boca Juniors                     |  |
| Reporte                                       |                                               |                                               |                                  |  |
| Parciales: 18 - 19, 20 - 13, 15 - 18, 16 - 11 | Parciales: 18 - 19, 20 - 13, 15 - 18, 16 - 11 | Parciales: 18 - 19, 20 - 13, 15 - 18, 16 - 11 | Gimnasio ASCEB, Brasilia, Brasil |  |
| Marcus Keenta Gore 18                         | Pts                                           | 14 Federico Matías Aguerre                    | Gimnasio ASCEB, Brasilia, Brasil |  |
| Guilherme Giovannoni 5                        | Rebs                                          | 7 Luis Eduardo Cequeira                       | Gimnasio ASCEB, Brasilia, Brasil |  |
| Martin Osimani 4                              | Asists                                        | 6 Selem Safar                                 | Gimnasio ASCEB, Brasilia, Brasil |  |

### Grupo B - Sede: Bauru, Brasil
| Pos. | Equipo                    | Pts | PJ | PG | PP | PF  | PC  | Dif |
| ---- | ------------------------- | --- | -- | -- | -- | --- | --- | --- |
| 1.   | Bauru                     | 6   | 3  | 3  | 0  | 276 | 233 | +43 |
| 2.   | Caquetíos de Falcón       | 5   | 3  | 2  | 1  | 308 | 281 | +27 |
| 3.   | Defensor Sporting         | 4   | 3  | 1  | 2  | 251 | 266 | -15 |
| 4.   | Universidad de Concepción | 3   | 3  | 0  | 3  | 244 | 299 | -55 |

|  | Clasificado a la siguiente fase del torneo. |

Los horarios corresponde al huso horario de Bauru, UTC -3.
| 8 de octubre, 17:45                           | Caquetíos de Falcón                           | 97 - 91                                       | Defensor Sporting                       |  |
| Reporte                                       |                                               |                                               |                                         |  |
| Parciales: 22 - 15, 26 - 21, 25 - 29, 24 - 26 | Parciales: 22 - 15, 26 - 21, 25 - 29, 24 - 26 | Parciales: 22 - 15, 26 - 21, 25 - 29, 24 - 26 | Gimnasio olla de presión, Bauru, Brasil |  |
| Rafael Alberto Guevara 21                     | Pts                                           | 29 Rubén Cáceres                              | Gimnasio olla de presión, Bauru, Brasil |  |
| Axiers Sucre 9                                | Rebs                                          | 10 Rubén Cáceres                              | Gimnasio olla de presión, Bauru, Brasil |  |
| Gregory Maxdier Vargas Diaz 7                 | Asists                                        | 3 Marcos Cabot Domínguez                      | Gimnasio olla de presión, Bauru, Brasil |  |

| 8 de octubre, 20:00                           | Paschoalotto Bauru                            | 90 - 71                                       | Universidad de Concepción               |  |
| Reporte                                       |                                               |                                               |                                         |  |
| Parciales: 28 - 18, 28 - 11, 15 - 18, 19 - 24 | Parciales: 28 - 18, 28 - 11, 15 - 18, 19 - 24 | Parciales: 28 - 18, 28 - 11, 15 - 18, 19 - 24 | Gimnasio olla de presión, Bauru, Brasil |  |
| Guilherme Pereira Deodato 15                  | Pts                                           | 22 Evandro Arteaga                            | Gimnasio olla de presión, Bauru, Brasil |  |
| Murilo Becker da Rosa 9                       | Rebs                                          | 7 Evandro Arteaga                             | Gimnasio olla de presión, Bauru, Brasil |  |
| Ricardo Fischer 8                             | Asists                                        | 4 Evandro Arteaga                             | Gimnasio olla de presión, Bauru, Brasil |  |

| 9 de octubre, 17:45                           | Defensor Sporting                             | 87 - 80                                       | Universidad de Concepción               |  |
| Reporte                                       |                                               |                                               |                                         |  |
| Parciales: 19 - 23, 21 - 18, 26 - 22, 21 - 17 | Parciales: 19 - 23, 21 - 18, 26 - 22, 21 - 17 | Parciales: 19 - 23, 21 - 18, 26 - 22, 21 - 17 | Gimnasio olla de presión, Bauru, Brasil |  |
| Robby Stephen Collum 22                       | Pts                                           | 28 Evandro Arteaga                            | Gimnasio olla de presión, Bauru, Brasil |  |
| Thiago Francisco Labbate 11                   | Rebs                                          | 7 Terrel Taylor                               | Gimnasio olla de presión, Bauru, Brasil |  |
| Rubén Cáceres 4                               | Asists                                        | 9 Eduardo Marechal                            | Gimnasio olla de presión, Bauru, Brasil |  |

| 9 de octubre, 20:00                           | Caquetíos de Falcón                           | 89 - 97                                       | Paschoalotto Bauru                      |  |
| Reporte                                       |                                               |                                               |                                         |  |
| Parciales: 21 - 21, 23 - 13, 19 - 26, 26 - 37 | Parciales: 21 - 21, 23 - 13, 19 - 26, 26 - 37 | Parciales: 21 - 21, 23 - 13, 19 - 26, 26 - 37 | Gimnasio olla de presión, Bauru, Brasil |  |
| Axiers Sucre 27                               | Pts                                           | 25 Ricardo Fischer                            | Gimnasio olla de presión, Bauru, Brasil |  |
| Axiers Sucre 12                               | Rebs                                          | 8 Larry James Taylor Jr.                      | Gimnasio olla de presión, Bauru, Brasil |  |
| Gregory Maxdier Vargas Diaz 7                 | Asists                                        | 5 Larry James Taylor Jr.                      | Gimnasio olla de presión, Bauru, Brasil |  |

| 10 de octubre, 17:45                          | Universidad de Concepción                     | 93 - 122                                      | Caquetíos de Falcón                     |  |
| Reporte                                       |                                               |                                               |                                         |  |
| Parciales: 23 - 33, 31 - 24, 18 - 34, 21 - 31 | Parciales: 23 - 33, 31 - 24, 18 - 34, 21 - 31 | Parciales: 23 - 33, 31 - 24, 18 - 34, 21 - 31 | Gimnasio olla de presión, Bauru, Brasil |  |
| Evandro Arteaga 27                            | Pts                                           | 34 Michael Hicks Taylor                       | Gimnasio olla de presión, Bauru, Brasil |  |
| Terrel Taylor 9                               | Rebs                                          | 8 Axiers Sucre                                | Gimnasio olla de presión, Bauru, Brasil |  |
| Eduardo Marechal 3                            | Asists                                        | 10 Gregory Maxdier Vargas Diaz                | Gimnasio olla de presión, Bauru, Brasil |  |

| 10 de octubre, 20:00                          | Paschoalotto Bauru                            | 89 - 73                                       | Defensor Sporting                       |  |
| Reporte                                       |                                               |                                               |                                         |  |
| Parciales: 25 - 18, 23 - 19, 21 - 18, 20 - 18 | Parciales: 25 - 18, 23 - 19, 21 - 18, 20 - 18 | Parciales: 25 - 18, 23 - 19, 21 - 18, 20 - 18 | Gimnasio olla de presión, Bauru, Brasil |  |
| Ricardo Fischer 21                            | Pts                                           | 17 Rubén Cáceres                              | Gimnasio olla de presión, Bauru, Brasil |  |
| Murilo Becker da Rosa 9                       | Rebs                                          | 9 Rubén Cáceres                               | Gimnasio olla de presión, Bauru, Brasil |  |
| Ricardo Fischer 5                             | Asists                                        | 5 Federico Álvarez                            | Gimnasio olla de presión, Bauru, Brasil |  |

### Grupo C - Sede: Ambato, Ecuador
| Pos. | Equipo                   | Pts | PJ | PG | PP | PF  | PC  | Dif |
| ---- | ------------------------ | --- | -- | -- | -- | --- | --- | --- |
| 1.   | São José Basketball      | 6   | 3  | 3  | 0  | 273 | 237 | +36 |
| 2.   | Peñarol de Mar del Plata | 5   | 3  | 2  | 1  | 273 | 247 | +26 |
| 3.   | Búcaros de Santander     | 4   | 3  | 1  | 2  | 236 | 269 | -33 |
| 4.   | Importadora Alvarado     | 3   | 3  | 0  | 3  | 250 | 279 | -29 |

|  | Clasificado a la siguiente fase del torneo. |

Los horarios corresponde al huso horario de Ambato, UTC -5.
| 15 de octubre, 18:45                          | São José Basketball                           | 95 - 92                                       | Peñarol de Mar del Plata                   |  |
| Reporte                                       |                                               |                                               |                                            |  |
| Parciales: 16 - 18, 22 - 25, 26 - 21, 31 - 28 | Parciales: 16 - 18, 22 - 25, 26 - 21, 31 - 28 | Parciales: 16 - 18, 22 - 25, 26 - 21, 31 - 28 | Coliseo Mayor de deportes, Ambato, Ecuador |  |
| Jefferson William Andrade da Silva 29         | Pts                                           | 22 Isaac Carmelo Sosa Carrión                 | Coliseo Mayor de deportes, Ambato, Ecuador |  |
| Edward Richard Nelson 6                       | Rebs                                          | 9 Martín Leiva                                | Coliseo Mayor de deportes, Ambato, Ecuador |  |
| Jefferson William Andrade da Silva 6          | Asists                                        | 3 Martín Leiva                                | Coliseo Mayor de deportes, Ambato, Ecuador |  |

| 15 de octubre, 21:00                          | Importadora Alvarado                          | 93 - 96                                       | Búcaros de Santander                       |  |
| Reporte                                       |                                               |                                               |                                            |  |
| Parciales: 22 - 26, 25 - 20, 18 - 30, 28 - 20 | Parciales: 22 - 26, 25 - 20, 18 - 30, 28 - 20 | Parciales: 22 - 26, 25 - 20, 18 - 30, 28 - 20 | Coliseo Mayor de deportes, Ambato, Ecuador |  |
| Elys Manuel Guzmán García 26                  | Pts                                           | 35 Maurice Sokes Carter                       | Coliseo Mayor de deportes, Ambato, Ecuador |  |
| Lavell Deaaron Blanchard 13                   | Rebs                                          | 8 César Augusto Cortes                        | Coliseo Mayor de deportes, Ambato, Ecuador |  |
| Andrés Cochambay López 4                      | Asists                                        | 6 Maurice Sokes Carter                        | Coliseo Mayor de deportes, Ambato, Ecuador |  |

| 16 de octubre, 18:45                          | Peñarol de Mar del Plata                      | 83 - 67                                       | Búcaros de Santander                       |  |
| Reporte                                       |                                               |                                               |                                            |  |
| Parciales: 11 - 16, 20 - 19, 32 - 15, 20 - 17 | Parciales: 11 - 16, 20 - 19, 32 - 15, 20 - 17 | Parciales: 11 - 16, 20 - 19, 32 - 15, 20 - 17 | Coliseo Mayor de deportes, Ambato, Ecuador |  |
| Axel Weigand 12                               | Pts                                           | 29 Maurice Stokes Carter                      | Coliseo Mayor de deportes, Ambato, Ecuador |  |
| Adrián Hector Boccia 11                       | Rebs                                          | 12 César Augusto Cortes                       | Coliseo Mayor de deportes, Ambato, Ecuador |  |
| Matías Ariel Ibarra 4                         | Asists                                        | 5 Maurice Stokes Carter                       | Coliseo Mayor de deportes, Ambato, Ecuador |  |

| 16 de octubre, 21:00                          | São José Basketball                           | 85 - 72                                       | Importadora Alvarado                       |  |
|                                               |                                               |                                               |                                            |  |
| Parciales: 16 - 10, 23 - 22, 17 - 15, 29 - 25 | Parciales: 16 - 10, 23 - 22, 17 - 15, 29 - 25 | Parciales: 16 - 10, 23 - 22, 17 - 15, 29 - 25 | Coliseo Mayor de deportes, Ambato, Ecuador |  |
| André Stefanelli Martins 25                   | Pts                                           | 28 Hiram Dangelo Fuler                        | Coliseo Mayor de deportes, Ambato, Ecuador |  |
| Edward Richard Nelson 7                       | Rebs                                          | 9 Hiram Dangelo Fuler                         | Coliseo Mayor de deportes, Ambato, Ecuador |  |
| André Bennet Laws 7                           | Asists                                        | 6 Raúl Andrés Cárdenas Zambrano               | Coliseo Mayor de deportes, Ambato, Ecuador |  |

| 17 de octubre, 18:45                         | Búcaros de Santander                         | 73 - 93                                      | São José Basketball                        |  |
| Reporte                                      |                                              |                                              |                                            |  |
| Parciales: 7 - 27, 17 - 20, 25 - 21, 24 - 25 | Parciales: 7 - 27, 17 - 20, 25 - 21, 24 - 25 | Parciales: 7 - 27, 17 - 20, 25 - 21, 24 - 25 | Coliseo Mayor de deportes, Ambato, Ecuador |  |
| Maurice Stokes Carter 21                     | Pts                                          | 19 Jefferson William Andrade da Silva        | Coliseo Mayor de deportes, Ambato, Ecuador |  |
| Ryan Willie Holmes 6                         | Rebs                                         | 8 Edward Richard Nelson                      | Coliseo Mayor de deportes, Ambato, Ecuador |  |
| Miguel Enrique Fernández Castillo 2          | Asists                                       | 8 Luiz Gustavo Basilio Timotheo de Olivera   | Coliseo Mayor de deportes, Ambato, Ecuador |  |

| 17 de octubre, 21:00                         | Importadora Alvarado                         | 85 - 98                                      | Peñarol de Mar del Plata                   |  |
| Reporte                                      |                                              |                                              |                                            |  |
| Parciales: 35 - 20, 23 - 23, 8 - 25, 19 - 30 | Parciales: 35 - 20, 23 - 23, 8 - 25, 19 - 30 | Parciales: 35 - 20, 23 - 23, 8 - 25, 19 - 30 | Coliseo Mayor de deportes, Ambato, Ecuador |  |
| Raúl Andrés Cárdenas Zambrano 28             | Pts                                          | 12 Leonardo Martín Gutiérrez                 | Coliseo Mayor de deportes, Ambato, Ecuador |  |
| Hiram Dangelo Fuler 8                        | Rebs                                         | 6 Martín Leiva                               | Coliseo Mayor de deportes, Ambato, Ecuador |  |
| Raúl Andrés Cárdenas Zambrano 4              | Asists                                       | 7 Matías Ariel Ibarra                        | Coliseo Mayor de deportes, Ambato, Ecuador |  |

### Grupo D - Sede: Maturín, Venezuela
| Pos. | Equipo               | Pts | PJ | PG | PP | PF  | PC  | Dif |
| ---- | -------------------- | --- | -- | -- | -- | --- | --- | --- |
| 1.   | Argentino de Junín   | 6   | 3  | 3  | 0  | 195 | 166 | +29 |
| 2.   | Aguada               | 5   | 3  | 2  | 1  | 224 | 207 | +17 |
| 3.   | Guácharos de Monagas | 4   | 3  | 1  | 2  | 222 | 180 | +42 |
| 4.   | Club El Bosque       | 3   | 3  | 0  | 3  | 148 | 236 | -88 |

|  | Clasificado a la siguiente fase del torneo. |

Los horarios corresponde al huso horario de Maturín, UTC -4:30.
| 22 de octubre, 17:45                         | Argentino de Junín                           | 65 - 60                                      | Aguada                                              |  |
| Reporte                                      |                                              |                                              |                                                     |  |
| Parciales: 20 - 15, 11 - 8, 20 - 18, 14 - 19 | Parciales: 20 - 15, 11 - 8, 20 - 18, 14 - 19 | Parciales: 20 - 15, 11 - 8, 20 - 18, 14 - 19 | Gimnasio Gilberto Roque Morales, Maturín, Venezuela |  |
| Juan Francisco Cangelosi 21                  | Pts                                          | 24 Leandro García Morales                    | Gimnasio Gilberto Roque Morales, Maturín, Venezuela |  |
| Juan Francisco Cangelosi 9                   | Rebs                                         | 7 Rodrigo Marcelo Trelles                    | Gimnasio Gilberto Roque Morales, Maturín, Venezuela |  |
| Lúcas Naim Pérez Bazan 3                     | Asists                                       | 3 Rodrigo Marcelo Trelles                    | Gimnasio Gilberto Roque Morales, Maturín, Venezuela |  |

| 22 de octubre, 20:00                        | Guácharos de Monagas                        | 88 - 34                                     | El Bosque                                           |  |
| Reporte                                     |                                             |                                             |                                                     |  |
| Parciales: 21 - 11, 21 - 4, 13 - 8, 33 - 11 | Parciales: 21 - 11, 21 - 4, 13 - 8, 33 - 11 | Parciales: 21 - 11, 21 - 4, 13 - 8, 33 - 11 | Gimnasio Gilberto Roque Morales, Maturín, Venezuela |  |
| David Ceñedo 20                             | Pts                                         | 12 Darnell Evans                            | Gimnasio Gilberto Roque Morales, Maturín, Venezuela |  |
| José Elías Martínez Suárez 5                | Rebs                                        | 6 Cyril Awere                               | Gimnasio Gilberto Roque Morales, Maturín, Venezuela |  |
| Francisco José Sanabria Ramírez 4           | Asists                                      | 1 Darnell Evans                             | Gimnasio Gilberto Roque Morales, Maturín, Venezuela |  |

| 23 de octubre, 17:45                         | El Bosque                                    | 54 - 75                                      | Aguada                                              |  |
| Reporte                                      |                                              |                                              |                                                     |  |
| Parciales: 12 - 21, 23 - 12, 11 - 14, 8 - 28 | Parciales: 12 - 21, 23 - 12, 11 - 14, 8 - 28 | Parciales: 12 - 21, 23 - 12, 11 - 14, 8 - 28 | Gimnasio Gilberto Roque Morales, Maturín, Venezuela |  |
| Darnell Evans 20                             | Pts                                          | 22 Leandro García Morales                    | Gimnasio Gilberto Roque Morales, Maturín, Venezuela |  |
| Cyril Awere 8                                | Rebs                                         | 8 Rodrigo Marcelo Trelles                    | Gimnasio Gilberto Roque Morales, Maturín, Venezuela |  |
| Papa Samba Guisse 3                          | Asists                                       | 4 Leandro García Morales                     | Gimnasio Gilberto Roque Morales, Maturín, Venezuela |  |

| 23 de octubre, 20:00                      | Argentino de Junín                        | 57 - 46                                   | Guácharos de Monagas                                |  |
| Reporte                                   |                                           |                                           |                                                     |  |
| Parciales: 17 - 11, 6 - 8, 25 - 18, 9 - 9 | Parciales: 17 - 11, 6 - 8, 25 - 18, 9 - 9 | Parciales: 17 - 11, 6 - 8, 25 - 18, 9 - 9 | Gimnasio Gilberto Roque Morales, Maturín, Venezuela |  |
| Marcus Antonie Melvin 14                  | Pts                                       | 15 José Elías Martínez Suárez             | Gimnasio Gilberto Roque Morales, Maturín, Venezuela |  |
| Marcus Antonie Melvin 10                  | Rebs                                      | 8 José Elías Martínez Suárez              | Gimnasio Gilberto Roque Morales, Maturín, Venezuela |  |
| Lucas Naim Pérez Bazan 3                  | Asists                                    | 5 Douglas Antonio Chiquito Sans           | Gimnasio Gilberto Roque Morales, Maturín, Venezuela |  |

| 24 de octubre, 17:45                         | El Bosque                                    | 60 - 73                                      | Argentino de Junín                                  |  |
| Reporte                                      |                                              |                                              |                                                     |  |
| Parciales: 9 - 15, 12 - 18, 22 - 19, 17 - 21 | Parciales: 9 - 15, 12 - 18, 22 - 19, 17 - 21 | Parciales: 9 - 15, 12 - 18, 22 - 19, 17 - 21 | Gimnasio Gilberto Roque Morales, Maturín, Venezuela |  |
| Papa Samba Guisse 19                         | Pts                                          | 12 Marcos Saglietti                          | Gimnasio Gilberto Roque Morales, Maturín, Venezuela |  |
| Papa Samba Guisse 10                         | Rebs                                         | 8 Marcus Antonie Melvin                      | Gimnasio Gilberto Roque Morales, Maturín, Venezuela |  |
| Miguel Alberto Rojas Leguia 2                | Asists                                       | 3 Lúcas Naim Pérez Bazan                     | Gimnasio Gilberto Roque Morales, Maturín, Venezuela |  |

| 24 de octubre, 20:00                                             | Guácharos de Monagas                                             | 88 - 89                                                          | Aguada                                              |  |
| Reporte                                                          |                                                                  |                                                                  |                                                     |  |
| Parciales: 25 - 20, 15 - 21, 18 - 10, 9 - 16; TE: 9 - 9, 12 - 13 | Parciales: 25 - 20, 15 - 21, 18 - 10, 9 - 16; TE: 9 - 9, 12 - 13 | Parciales: 25 - 20, 15 - 21, 18 - 10, 9 - 16; TE: 9 - 9, 12 - 13 | Gimnasio Gilberto Roque Morales, Maturín, Venezuela |  |
| Douglas Antonio Chiquito Sans 24                                 | Pts                                                              | 33 Leandro García Morales                                        | Gimnasio Gilberto Roque Morales, Maturín, Venezuela |  |
| Luis Valera 8                                                    | Rebs                                                             | 6 Leandro García Morales                                         | Gimnasio Gilberto Roque Morales, Maturín, Venezuela |  |
| Douglas Antonio Chiquito Sans 4                                  | Asists                                                           | 3 Leandro García Morales                                         | Gimnasio Gilberto Roque Morales, Maturín, Venezuela |  |

## Semifinales

### Grupo E
Se disputó íntegramente en Bauru, Brasil, desde el 5 al 7 de noviembre. En esta semifinal estaba prevista la participación del cuadro venezolano de Caquetíos de Falcón, quienes se bajaron de la fase y es por ello que se resolvió que fuese un triangular en lugar del cuadrangular previsto.
| Pos. | Equipo              | Pts | PJ | PG | PP | PF  | PC  | Dif |
| ---- | ------------------- | --- | -- | -- | -- | --- | --- | --- |
| 1.   | Bauru               | 4   | 2  | 2  | 0  | 147 | 140 | +7  |
| 2.   | Boca Juniors        | 3   | 2  | 1  | 1  | 147 | 130 | +17 |
| 3.   | São José Basketball | 2   | 2  | 0  | 2  | 128 | 152 | -24 |
| 4.   | Caquetíos de Falcón | -   | -  | -  | -  | -   | -   | -   |

|  | Clasificado al Final Four. |

Los horarios corresponden a la hora oficial de Bauru, horario de verano, UTC -2.
| 5 de noviembre, 19:15                         | Paschoalotto Bauru                            | 73 - 69                                       | Boca Juniors                            |  |
| Reporte                                       |                                               |                                               |                                         |  |
| Parciales: 16 - 15, 30 - 19, 17 - 23, 10 - 12 | Parciales: 16 - 15, 30 - 19, 17 - 23, 10 - 12 | Parciales: 16 - 15, 30 - 19, 17 - 23, 10 - 12 | Gimnasio olla de presión, Bauru, Brasil |  |
| Lucas Tischer 18                              | Pts                                           | 17 Luis Eduardo Cequeira                      | Gimnasio olla de presión, Bauru, Brasil |  |
| Murilo Becker da Rosa 11                      | Rebs                                          | 6 Federico Matías Aguerre                     | Gimnasio olla de presión, Bauru, Brasil |  |
| Larry James Taylor Jr. 6                      | Asists                                        | 2 Lucas Faggiano                              | Gimnasio olla de presión, Bauru, Brasil |  |

| 6 de noviembre, 19:15                        | Boca Juniors                                 | 78 - 57                                      | São José Basketball                     |  |
| Reporte                                      |                                              |                                              |                                         |  |
| Parciales: 22 - 14, 26 - 15, 12 - 19, 18 - 9 | Parciales: 22 - 14, 26 - 15, 12 - 19, 18 - 9 | Parciales: 22 - 14, 26 - 15, 12 - 19, 18 - 9 | Gimnasio olla de presión, Bauru, Brasil |  |
| Robert Clark Battle 19                       | Pts                                          | 14 Alexandro da Silva Oliveira               | Gimnasio olla de presión, Bauru, Brasil |  |
| Federico Matías Aguerre 17                   | Rebs                                         | 7 José Victor Jerónimo                       | Gimnasio olla de presión, Bauru, Brasil |  |
| Luis Eduardo Cequeira 12                     | Asists                                       | 4 Luiz Gustavo Basilio Timotheo de Olivera   | Gimnasio olla de presión, Bauru, Brasil |  |

| 7 de noviembre, 19:15                         | Paschoalotto Bauru                            | 74 - 71                                       | São José Basketball                     |  |
| Reporte                                       |                                               |                                               |                                         |  |
| Parciales: 22 - 20, 15 - 12, 18 - 19, 19 - 20 | Parciales: 22 - 20, 15 - 12, 18 - 19, 19 - 20 | Parciales: 22 - 20, 15 - 12, 18 - 19, 19 - 20 | Gimnasio olla de presión, Bauru, Brasil |  |
| Murilo Becker da Rosa 20                      | Pts                                           | 19 Andre Bennet Laws                          | Gimnasio olla de presión, Bauru, Brasil |  |
| Murilo Becker da Rosa 15                      | Rebs                                          | 9 Edward Richard Nelson                       | Gimnasio olla de presión, Bauru, Brasil |  |
| Ricardo Fischer 5                             | Asists                                        | 8 Andre Bennet Laws                           | Gimnasio olla de presión, Bauru, Brasil |  |

### Grupo F
Se disputó en su totalidad en Montevideo, Uruguay, en el Palacio Peñarol entre el 12 y el 14 de noviembre.
| Pos. | Equipo                   | Pts | PJ | PG | PP | PF  | PC  | Dif |
| ---- | ------------------------ | --- | -- | -- | -- | --- | --- | --- |
| 1.   | Brasília                 | 5   | 3  | 2  | 1  | 244 | 223 | +21 |
| 2.   | Aguada                   | 5   | 3  | 2  | 1  | 248 | 229 | +19 |
| 3.   | Peñarol de Mar del Plata | 4   | 3  | 1  | 2  | 207 | 233 | -26 |
| 4.   | Argentino de Junín       | 4   | 3  | 1  | 2  | 212 | 226 | -14 |

|  | Clasificado al Final Four. |

Los horarios corresponden a la hora oficial de Montevideo, horario de verano, UTC -2.
| 12 de noviembre, 18:45                        | Brasília                                      | 88 - 61                                       | Peñarol de Mar del Plata             |  |
| Reporte                                       |                                               |                                               |                                      |  |
| Parciales: 24 - 13, 21 - 18, 24 - 13, 19 - 17 | Parciales: 24 - 13, 21 - 18, 24 - 13, 19 - 17 | Parciales: 24 - 13, 21 - 18, 24 - 13, 19 - 17 | Palacio Peñarol, Montevideo, Uruguay |  |
| Alex Ribeiro García 23                        | Pts                                           | 16 Matías Ariel Ibarra                        | Palacio Peñarol, Montevideo, Uruguay |  |
| Marcus Kenta Goree 9                          | Rebs                                          | 11 Martín Leiva                               | Palacio Peñarol, Montevideo, Uruguay |  |
| Wellington Reginaldo dos Santos 8             | Asists                                        | 4 Matías Ariel Ibarra                         | Palacio Peñarol, Montevideo, Uruguay |  |

| 12 de noviembre, 21:00                        | Aguada                                        | 84 - 69                                       | Argentino de Junín                   |  |
| Reporte                                       |                                               |                                               |                                      |  |
| Parciales: 23 - 17, 13 - 14, 24 - 16, 24 - 22 | Parciales: 23 - 17, 13 - 14, 24 - 16, 24 - 22 | Parciales: 23 - 17, 13 - 14, 24 - 16, 24 - 22 | Palacio Peñarol, Montevideo, Uruguay |  |
| Leandro García Morales 26                     | Pts                                           | 15 Marcos Saglietti                           | Palacio Peñarol, Montevideo, Uruguay |  |
| Jeremis Stephon Smith 11                      | Rebs                                          | 8 Marcus Antione Melvin                       | Palacio Peñarol, Montevideo, Uruguay |  |
| Leandro García Morales 7                      | Asists                                        | 5 Lucas Naim Pérez Bazan                      | Palacio Peñarol, Montevideo, Uruguay |  |

| 13 de noviembre, 18:45                        | Argentino de Junín                            | 79 - 68                                       | Brasília                             |  |
| Reporte                                       |                                               |                                               |                                      |  |
| Parciales: 20 - 19, 15 - 15, 21 - 15, 23 - 19 | Parciales: 20 - 19, 15 - 15, 21 - 15, 23 - 19 | Parciales: 20 - 19, 15 - 15, 21 - 15, 23 - 19 | Palacio Peñarol, Montevideo, Uruguay |  |
| Marcus Antione Melvin 31                      | Pts                                           | 19 Alex Ribeiro García                        | Palacio Peñarol, Montevideo, Uruguay |  |
| Marcus Antione Melvin 11                      | Rebs                                          | 8 Alex Ribeiro García                         | Palacio Peñarol, Montevideo, Uruguay |  |
| Franco Nicolás Balbi 6                        | Asists                                        | 3 Arthut Luiz Belchior Silva                  | Palacio Peñarol, Montevideo, Uruguay |  |

| 13 de noviembre, 21:00                        | Peñarol de Mar del Plata                      | 72 - 81                                       | Aguada                               |  |
| Reporte                                       |                                               |                                               |                                      |  |
| Parciales: 10 - 21, 31 - 15, 19 - 25, 12 - 20 | Parciales: 10 - 21, 31 - 15, 19 - 25, 12 - 20 | Parciales: 10 - 21, 31 - 15, 19 - 25, 12 - 20 | Palacio Peñarol, Montevideo, Uruguay |  |
| Adrián Hector Boccia 30                       | Pts                                           | 33 Leonardo García Morales                    | Palacio Peñarol, Montevideo, Uruguay |  |
| Adrián Hector Boccia 16                       | Rebs                                          | 10 Dwayne Curtis                              | Palacio Peñarol, Montevideo, Uruguay |  |
| Matías Ariel Ibarra 7                         | Asists                                        | 5 Leonardo García Morales                     | Palacio Peñarol, Montevideo, Uruguay |  |

| 14 de noviembre, 18:45                        | Peñarol de Mar del Plata                      | 74 - 64                                       | Argentino de Junín                   |  |
| Reporte                                       |                                               |                                               |                                      |  |
| Parciales: 24 - 20, 14 - 17, 17 - 21, 19 - 16 | Parciales: 24 - 20, 14 - 17, 17 - 21, 19 - 16 | Parciales: 24 - 20, 14 - 17, 17 - 21, 19 - 16 | Palacio Peñarol, Montevideo, Uruguay |  |
| Leonardo Martín Gutierrez 16                  | Pts                                           | 25 Marcus Antione Melvin                      | Palacio Peñarol, Montevideo, Uruguay |  |
| Martín Leiva 10                               | Rebs                                          | 8 Anthony Williams Myles                      | Palacio Peñarol, Montevideo, Uruguay |  |
| Leonardo Martín Gutierrez 3                   | Asists                                        | 4 Franco Nicolás Balbi                        | Palacio Peñarol, Montevideo, Uruguay |  |

| 14 de noviembre, 21:00                        | Aguada                                        | 83 - 88                                       | Brasília                             |  |
| Reporte                                       |                                               |                                               |                                      |  |
| Parciales: 13 - 26, 19 - 23, 24 - 19, 27 - 20 | Parciales: 13 - 26, 19 - 23, 24 - 19, 27 - 20 | Parciales: 13 - 26, 19 - 23, 24 - 19, 27 - 20 | Palacio Peñarol, Montevideo, Uruguay |  |
| Pablo Daniel Morales Gonzales 15              | Pts                                           | 18 Wellington Reginaldo dos Santos            | Palacio Peñarol, Montevideo, Uruguay |  |
| Jeremis Stephon Smith 12                      | Rebs                                          | 8 Marcus Kenta Goree                          | Palacio Peñarol, Montevideo, Uruguay |  |
| Leandro García Morales 5                      | Asists                                        | 7 Wellington Reginaldo dos Santos             | Palacio Peñarol, Montevideo, Uruguay |  |

## Final Four
El Final-Four tuvo sede en el Palacio Peñarol de la ciudad uruguaya de Montevideo. El ganador de la competencia clasifica a la siguiente edición de la Liga de las Américas.
|  | Semifinales                    | Semifinales                    |    |                                | Final                          | Final           |  |
|  | 27 de noviembre                | 27 de noviembre                |    |                                | 29 de noviembre                | 29 de noviembre |  |
|  |                                |                                |    |                                |                                |                 |  |
|  | 27 de noviembre (21:00 UTC -2) |                                |    |                                |                                |                 |  |
|  | Bauru                          | 80                             |    |                                |                                |                 |  |
|  | Aguada                         | 82                             |    |                                |                                |                 |  |
|  |                                |                                |    |                                |                                |                 |  |
|  |                                |                                |    |                                | 29 de noviembre (21:00 UTC -2) |                 |  |
|  |                                |                                |    |                                | Aguada                         | 81              |  |
|  |                                | Brasília                       | 93 |                                |                                |                 |  |
|  |                                |                                |    |                                |                                |                 |  |
|  |                                |                                |    |                                |                                |                 |  |
|  |                                |                                |    |                                | Tercer lugar                   |                 |  |
|  | 27 de noviembre (18:45 UTC -2) | 27 de noviembre (18:45 UTC -2) |    | 29 de noviembre (18:45 UTC -2) | 29 de noviembre (18:45 UTC -2) |                 |  |
|  | Brasília                       | 81                             |    | Bauru                          | 79                             |                 |  |
|  | Boca Juniors                   | 69                             |    |                                | Boca Juniors                   | 71              |  |

Semifinales
Los horarios corresponden a la hora oficial de Montevideo, horario de verano, UTC -2.
| 27 de noviembre, 18:45                        | Brasília                                      | 81 - 69                                       | Boca Juniors                         |  |
| Reporte                                       |                                               |                                               |                                      |  |
| Parciales: 23 - 16, 20 - 11, 18 - 20, 20 - 22 | Parciales: 23 - 16, 20 - 11, 18 - 20, 20 - 22 | Parciales: 23 - 16, 20 - 11, 18 - 20, 20 - 22 | Palacio Peñarol, Montevideo, Uruguay |  |
| Wellington Reginaldo dos Santos 24            | Pts                                           | 15 Alejandro Gabriel Diez                     | Palacio Peñarol, Montevideo, Uruguay |  |
| Guilhererme Giovannoni 10                     | Rebs                                          | 10 Demonico Lamont Barnes                     | Palacio Peñarol, Montevideo, Uruguay |  |
| Martín Osimani 6                              | Asists                                        | 4 Luis Eduardo Cequeira                       | Palacio Peñarol, Montevideo, Uruguay |  |

| 27 de noviembre, 21:00                       | Paschoalotto Bauru                           | 80 - 82                                      | Aguada                               |  |
| Reporte                                      |                                              |                                              |                                      |  |
| Parciales: 17 - 22, 31 - 9, 17 - 26, 15 - 25 | Parciales: 17 - 22, 31 - 9, 17 - 26, 15 - 25 | Parciales: 17 - 22, 31 - 9, 17 - 26, 15 - 25 | Palacio Peñarol, Montevideo, Uruguay |  |
| Murilo Becker da Rosa 21                     | Pts                                          | 29 Leandro García Morales                    | Palacio Peñarol, Montevideo, Uruguay |  |
| Murilo Becker da Rosa 11                     | Rebs                                         | 10 Dwayne Curtis                             | Palacio Peñarol, Montevideo, Uruguay |  |
| Larry James Taylor Jr. 5                     | Asists                                       | 9 Federico Víctor Bavosi Bayona              | Palacio Peñarol, Montevideo, Uruguay |  |

Tercer puesto
| 29 de noviembre, 18:45                        | Paschoalotto Bauru                            | 79 - 71                                       | Boca Juniors                         |  |
| Reporte                                       |                                               |                                               |                                      |  |
| Parciales: 22 - 20, 21 - 21, 17 - 20, 19 - 10 | Parciales: 22 - 20, 21 - 21, 17 - 20, 19 - 10 | Parciales: 22 - 20, 21 - 21, 17 - 20, 19 - 10 | Palacio Peñarol, Montevideo, Uruguay |  |
| Murilo Becker da Rosa 20                      | Pts                                           | 14 Selem Safar                                | Palacio Peñarol, Montevideo, Uruguay |  |
| Murilo Becker da Rosa 9                       | Rebs                                          | 8 Demonico Lamont Barnes                      | Palacio Peñarol, Montevideo, Uruguay |  |
| Ricardo Fischer 5                             | Asists                                        | 7 Lucas Faggiano                              | Palacio Peñarol, Montevideo, Uruguay |  |

Final
| 29 de noviembre, 21:00                        | Aguada                                        | 81 - 93                                       | Brasília                             |  |
| Reporte                                       |                                               |                                               |                                      |  |
| Parciales: 26 - 19, 27 - 19, 17 - 26, 23 - 17 | Parciales: 26 - 19, 27 - 19, 17 - 26, 23 - 17 | Parciales: 26 - 19, 27 - 19, 17 - 26, 23 - 17 | Palacio Peñarol, Montevideo, Uruguay |  |
| Leandro García Morales 29                     | Pts                                           | 24 Marcus Kenta Goree                         | Palacio Peñarol, Montevideo, Uruguay |  |
| Cedric Mc Gowan 11                            | Rebs                                          | 10 Guilherme Giovanonni                       | Palacio Peñarol, Montevideo, Uruguay |  |
| Federico Víctor Bavosi Bayona 6               | Asists                                        | 13 Martín Osimani                             | Palacio Peñarol, Montevideo, Uruguay |  |

## Estadísticas del Torneo[6]
| Nombre                 | Club        | Puntos | Prom. |
| ---------------------- | ----------- | ------ | ----- |
| Leandro García Morales | Aguada      | 207    | 25.9  |
| G. Giovannoni          | Brasília    | 133    | 16.6  |
| Alex Ribeiro           | Brasília    | 121    | 20.6  |
| Murilo Becker          | Bauru       | 120    | 17.1  |
| Marcus Melvin          | A. de Junín | 107    | 17.8  |

| Nombre           | Club         | Rebotes | Prom. |
| ---------------- | ------------ | ------- | ----- |
| Murilo Becker    | Bauru        | 70      | 10.0  |
| Federico Aguerre | Boca Juniors | 56      | 8.0   |
| G.Giovannoni     | Brasília     | 54      | 6.8   |
| Marcus Melvin    | A. de Junín  | 51      | 8.5   |
| Marcus Goree     | Brasília     | 50      | 6.3   |

| Nombre                 | Club         | Asis. | Prom. |
| ---------------------- | ------------ | ----- | ----- |
| Nezinho Dos Santos     | Brasília     | 48    | 6.0   |
| Martín Osimani         | Brasília     | 41    | 5.1   |
| Luis Cequeira          | Boca Juniors | 41    | 5.1   |
| Ricardo Fischer        | Bauru        | 35    | 5.0   |
| Leandro García Morales | Aguada       | 33    | 4.1   |